# Liste der Monuments historiques in Canny-sur-Thérain
Die Liste der Monuments historiques in Canny-sur-Thérain führt die Monuments historiques in der französischen Gemeinde Canny-sur-Thérain auf.

## Liste der Objekte
| Bezeichnung  | Beschreibung          | Standort             | Kennzeichnung | Schutzstatus | Datum | Bild |
| ------------ | --------------------- | -------------------- | ------------- | ------------ | ----- | ---- |
| Zwei Glocken | Bronze, 1559 gegossen | in der Kirche St-Leu | PM60000443    | Classé       | 1912  |      |